# Grand Prix Belgii 2025
Grand Prix Belgii 2025, oficjalnie Formula 1 Moët & Chandon Belgian Grand Prix 2025 – trzynasta runda Mistrzostw Świata Formuły 1 w sezonie 2025. Grand Prix odbyło się w dniach 25–27 lipca 2025 na torze Circuit de Spa-Francorchamps w Stavelot. Wyścig wygrał Oscar Piastri (McLaren), a na podium stanęli kolejno: Lando Norris (McLaren) i Charles Leclerc (Ferrari).

## Lista startowa
| Nr          | Kierowca              | Zespół                             | Samochód                          | Silnik              | Opony |
| ----------- | --------------------- | ---------------------------------- | --------------------------------- | ------------------- | ----- |
| 1           | Max Verstappen        | Oracle Red Bull Racing             | Red Bull Racing RB21              | Honda RBPTH002      | P     |
| 4           | Lando Norris          | McLaren Formula 1 Team             | McLaren MCL39                     | Mercedes-AMG F1 M16 | P     |
| 5           | Gabriel Bortoleto     | Kick Sauber F1 Team                | Kick Sauber C45                   | Ferrari 066/12      | P     |
| 6           | Isack Hadjar          | Visa Cash App Racing Bulls F1 Team | Racing Bulls VCARB 02             | Honda RBPTH002      | P     |
| 10          | Pierre Gasly          | BWT Alpine F1 Team                 | Alpine A525                       | Renault E-Tech RE25 | P     |
| 12          | Andrea Kimi Antonelli | Mercedes-AMG PETRONAS F1 Team      | Mercedes-AMG F1 W16 E Performance | Mercedes-AMG F1 M16 | P     |
| 14          | Fernando Alonso       | Aston Martin Aramco F1 Team        | Aston Martin AMR25                | Mercedes-AMG F1 M16 | P     |
| 16          | Charles Leclerc       | Scuderia Ferrari HP                | Ferrari SF-25                     | Ferrari 066/12      | P     |
| 18          | Lance Stroll          | Aston Martin Aramco F1 Team        | Aston Martin AMR25                | Mercedes-AMG F1 M16 | P     |
| 22          | Yūki Tsunoda          | Oracle Red Bull Racing             | Red Bull Racing RB21              | Honda RBPTH002      | P     |
| 23          | Alexander Albon       | Atlassian Williams Racing          | Williams FW47                     | Mercedes-AMG F1 M16 | P     |
| 27          | Nico Hülkenberg       | Kick Sauber F1 Team                | Kick Sauber C45                   | Ferrari 066/12      | P     |
| 30          | Liam Lawson           | Visa Cash App Racing Bulls F1 Team | Racing Bulls VCARB 02             | Honda RBPTH002      | P     |
| 31          | Esteban Ocon          | MoneyGram Haas F1 Team             | Haas VF-25                        | Ferrari 066/12      | P     |
| 43          | Franco Colapinto      | BWT Alpine F1 Team                 | Alpine A525                       | Renault E-Tech RE25 | P     |
| 44          | Lewis Hamilton        | Scuderia Ferrari HP                | Ferrari SF-25                     | Ferrari 066/12      | P     |
| 55          | Carlos Sainz Jr.      | Atlassian Williams Racing          | Williams FW47                     | Mercedes-AMG F1 M16 | P     |
| 63          | George Russell        | Mercedes-AMG PETRONAS F1 Team      | Mercedes-AMG F1 W16 E Performance | Mercedes-AMG F1 M16 | P     |
| 81          | Oscar Piastri         | McLaren Formula 1 Team             | McLaren MCL39                     | Mercedes-AMG F1 M16 | P     |
| 87          | Oliver Bearman        | MoneyGram Haas F1 Team             | Haas VF-25                        | Ferrari 066/12      | P     |
| Źródło: FIA |                       |                                    |                                   |                     |       |

## Wyniki

### Najlepszy czas sesji treningowej
| Nr          | Kierowca      | Konstruktor      | Czas     | Okr. |
| ----------- | ------------- | ---------------- | -------- | ---- |
| 81          | Oscar Piastri | McLaren-Mercedes | 1:42,022 | 22   |
| Źródło: FIA |               |                  |          |      |

### Kwalifikacje do sprintu
| P                    | Nr | Kierowca              | Konstruktor                  | Czasy w kwalifikacjach | Czasy w kwalifikacjach | Czasy w kwalifikacjach | Poz. s. |
| P                    | Nr | Kierowca              | Konstruktor                  | SQ1                    | SQ2                    | SQ3                    | Poz. s. |
| -------------------- | -- | --------------------- | ---------------------------- | ---------------------- | ---------------------- | ---------------------- | ------- |
| 1                    | 81 | Oscar Piastri         | McLaren-Mercedes             | 1:41,769               | 1:42,128               | 1:40,510               | 1       |
| 2                    | 1  | Max Verstappen        | Red Bull Racing-Honda RBPT   | 1:42,043               | 1:41,583               | 1:40,987               | 2       |
| 3                    | 4  | Lando Norris          | McLaren-Mercedes             | 1:42,068               | 1:41,412               | 1:41,128               | 3       |
| 4                    | 16 | Charles Leclerc       | Ferrari                      | 1:42,763               | 1:41,786               | 1:41,278               | 4       |
| 5                    | 31 | Esteban Ocon          | Haas-Ferrari                 | 1:42,822               | 1:41,801               | 1:41,565               | 5       |
| 6                    | 55 | Carlos Sainz Jr.      | Williams-Mercedes            | 1:42,776               | 1:42,051               | 1:41,761               | 6       |
| 7                    | 87 | Oliver Bearman        | Haas-Ferrari                 | 1:43,024               | 1:42,019               | 1:41,857               | 7       |
| 8                    | 10 | Pierre Gasly          | Alpine-Renault               | 1:43,171               | 1:41,949               | 1:41,959               | 8       |
| 9                    | 6  | Isack Hadjar          | Racing Bulls-Honda RBPT      | 1:42,711               | 1:42,088               | 1:41,971               | 9       |
| 10                   | 5  | Gabriel Bortoleto     | Kick Sauber-Ferrari          | 1:42,806               | 1:41,901               | 1:42,176               | 10      |
| 11                   | 30 | Liam Lawson           | Racing Bulls-Honda RBPT      | 1:42,897               | 1:42,169               |                        | 11      |
| 12                   | 22 | Yūki Tsunoda          | Red Bull Racing-Honda RBPT   | 1:42,912               | 1:42,184               |                        | 12      |
| 13                   | 63 | George Russell        | Mercedes                     | 1:42,650               | 1:42,330               |                        | 13      |
| 14                   | 14 | Fernando Alonso       | Aston Martin Aramco-Mercedes | 1:42,427               | 1:42,453               |                        | 14      |
| 15                   | 18 | Lance Stroll          | Aston Martin Aramco-Mercedes | 1:42,736               | 1:42,832               |                        | 15      |
| 16                   | 23 | Alexander Albon       | Williams-Mercedes            | 1:43,212               |                        |                        | 16      |
| 17                   | 27 | Nico Hülkenberg       | Kick Sauber-Ferrari          | 1:43,217               |                        |                        | 17      |
| 18                   | 44 | Lewis Hamilton        | Ferrari                      | 1:43,408               |                        |                        | 18      |
| 19                   | 43 | Franco Colapinto      | Alpine-Renault               | 1:43,587               |                        |                        | PL      |
| 20                   | 12 | Andrea Kimi Antonelli | Mercedes                     | 1:45,394               |                        |                        | 19      |
| 107% czasu: 1:48,892 |    |                       |                              |                        |                        |                        |         |
| Źródło: FIA          |    |                       |                              |                        |                        |                        |         |

### Sprint
| P           | Nr | Kierowca              | Konstruktor                  | Okr. | Czas             | Poz. s. | +/–       | Punkty |
| ----------- | -- | --------------------- | ---------------------------- | ---- | ---------------- | ------- | --------- | ------ |
| 1           | 1  | Max Verstappen        | Red Bull Racing-Honda RBPT   | 15   | 26:37,997        | 2       | 1         | 8      |
| 2           | 81 | Oscar Piastri         | McLaren-Mercedes             | 15   | +0,753           | 1       | 1         | 7      |
| 3           | 4  | Lando Norris          | McLaren-Mercedes             | 15   | +1,414           | 3       | Bez zmian | 6      |
| 4           | 16 | Charles Leclerc       | Ferrari                      | 15   | +10,176          | 4       | Bez zmian | 5      |
| 5           | 31 | Esteban Ocon          | Haas-Ferrari                 | 15   | +13,789          | 5       | Bez zmian | 4      |
| 6           | 55 | Carlos Sainz Jr.      | Williams-Mercedes            | 15   | +14,964          | 6       | Bez zmian | 3      |
| 7           | 87 | Oliver Bearman        | Haas-Ferrari                 | 15   | +18,610          | 7       | Bez zmian | 2      |
| 8           | 6  | Isack Hadjar          | Racing Bulls-Honda RBPT      | 15   | +19,119          | 9       | 1         | 1      |
| 9           | 5  | Gabriel Bortoleto     | Kick Sauber-Ferrari          | 15   | +22,183          | 10      | 1         |        |
| 10          | 30 | Liam Lawson           | Racing Bulls-Honda RBPT      | 15   | +22,897          | 11      | 1         |        |
| 11          | 22 | Yūki Tsunoda          | Red Bull Racing-Honda RBPT   | 15   | +24,551          | 12      | 1         |        |
| 12          | 63 | George Russell        | Mercedes                     | 15   | +25,969          | 13      | 1         |        |
| 13          | 18 | Lance Stroll          | Aston Martin Aramco-Mercedes | 15   | +26,595          | 15      | 2         |        |
| 14          | 14 | Fernando Alonso       | Aston Martin Aramco-Mercedes | 15   | +29,046          | 14      | Bez zmian |        |
| 15          | 44 | Lewis Hamilton        | Ferrari                      | 15   | +30,175          | 18      | 3         |        |
| 16          | 23 | Alexander Albon       | Williams-Mercedes            | 15   | +30,941          | 16      | Bez zmian |        |
| 17          | 12 | Andrea Kimi Antonelli | Mercedes                     | 15   | +31,981          | 19      | 2         |        |
| 18          | 27 | Nico Hülkenberg       | Kick Sauber-Ferrari          | 15   | +32,867          | 17      | Spadek    |        |
| 19          | 43 | Franco Colapinto      | Alpine-Renault               | 15   | +38,072          | PL      | 1         |        |
| NS          | 10 | Pierre Gasly          | Alpine-Renault               | 12   | NU (wyciek wody) | 8       |           |        |
| Źródło: FIA |    |                       |                              |      |                  |         |           |        |

### Najszybsze okrążenie w sprincie
| Nr          | Kierowca     | Konstruktor      | Czas     | Okr. |
| ----------- | ------------ | ---------------- | -------- | ---- |
| 4           | Lando Norris | McLaren-Mercedes | 1:45,914 | 6    |
| Źródło: FIA |              |                  |          |      |

### Prowadzenie w sprincie
| Nr                              | Kierowca       | Konstruktor                | Okrążenia | Suma |
| ------------------------------- | -------------- | -------------------------- | --------- | ---- |
| 1                               | Max Verstappen | Red Bull Racing-Honda RBPT | 1–15      | 15   |
| \| Wykres \| \| ------ \| \| \| |                |                            |           |      |
| Źródło: FIA                     |                |                            |           |      |
| Wykres                          |                |                            |           |      |
|                                 |                |                            |           |      |

### Kwalifikacje
| P                    | Nr | Kierowca              | Konstruktor                  | Czasy w kwalifikacjach | Czasy w kwalifikacjach | Czasy w kwalifikacjach | Poz. s. |
| P                    | Nr | Kierowca              | Konstruktor                  | Q1                     | Q2                     | Q3                     | Poz. s. |
| -------------------- | -- | --------------------- | ---------------------------- | ---------------------- | ---------------------- | ---------------------- | ------- |
| 1                    | 4  | Lando Norris          | McLaren-Mercedes             | 1:41,010               | 1:40,715               | 1:40,562               | 1       |
| 2                    | 81 | Oscar Piastri         | McLaren-Mercedes             | 1:41,201               | 1:40,626               | 1:40,647               | 2       |
| 3                    | 16 | Charles Leclerc       | Ferrari                      | 1:41,635               | 1:41,084               | 1:40,900               | 3       |
| 4                    | 1  | Max Verstappen        | Red Bull Racing-Honda RBPT   | 1:41,334               | 1:40,951               | 1:40,903               | 4       |
| 5                    | 23 | Alexander Albon       | Williams-Mercedes            | 1:41,772               | 1:41,505               | 1:41,201               | 5       |
| 6                    | 63 | George Russell        | Mercedes                     | 1:41,784               | 1:41,254               | 1:41,260               | 6       |
| 7                    | 22 | Yūki Tsunoda          | Red Bull Racing-Honda RBPT   | 1:41,840               | 1:41,245               | 1:41,284               | 7       |
| 8                    | 6  | Isack Hadjar          | Racing Bulls-Honda RBPT      | 1:41,572               | 1:41,281               | 1:41,310               | 8       |
| 9                    | 30 | Liam Lawson           | Racing Bulls-Honda RBPT      | 1:41,748               | 1:41,297               | 1:41,328               | 9       |
| 10                   | 5  | Gabriel Bortoleto     | Kick Sauber-Ferrari          | 1:41,908               | 1:41,336               | 1:42,387               | 10      |
| 11                   | 31 | Esteban Ocon          | Haas-Ferrari                 | 1:41,884               | 1:41,525               |                        | 11      |
| 12                   | 87 | Oliver Bearman        | Haas-Ferrari                 | 1:41,617               | 1:41,617               |                        | 12      |
| 13                   | 10 | Pierre Gasly          | Alpine-Renault               | 1:41,800               | 1:41,633               |                        | 13      |
| 14                   | 27 | Nico Hülkenberg       | Kick Sauber-Ferrari          | 1:41,844               | 1:41,707               |                        | 14      |
| 15                   | 55 | Carlos Sainz Jr.      | Williams-Mercedes            | 1:41,691               | 1:41,758               |                        | PL      |
| 16                   | 44 | Lewis Hamilton        | Ferrari                      | 1:41,939               |                        |                        | PL      |
| 17                   | 43 | Franco Colapinto      | Alpine-Renault               | 1:42,022               |                        |                        | 15      |
| 18                   | 12 | Andrea Kimi Antonelli | Mercedes                     | 1:42,139               |                        |                        | PL      |
| 19                   | 14 | Fernando Alonso       | Aston Martin Aramco-Mercedes | 1:42,385               |                        |                        | PL      |
| 20                   | 18 | Lance Stroll          | Aston Martin Aramco-Mercedes | 1:42,502               |                        |                        | 16      |
| 107% czasu: 1:48,080 |    |                       |                              |                        |                        |                        |         |
| Źródło: FIA          |    |                       |                              |                        |                        |                        |         |

### Wyścig
Wyścig odbył się 27 lipca 2025 roku i pierwotnie miał rozpocząć się o godzinie 15:00 czasu lokalnego (UTC+2). Jednakże początkowa próba startu okrążeniem formującym została przerwana z powodu złych warunków pogodowych, a oficjalny start został ostatecznie opóźniony do godziny 16:20. Wyścig rozegrano na dystansie 44 okrążeń.
| P           | Nr | Kierowca              | Konstruktor                  | Okr. | Czas         | Poz. s. | +/−       | Punkty |
| ----------- | -- | --------------------- | ---------------------------- | ---- | ------------ | ------- | --------- | ------ |
| 1           | 81 | Oscar Piastri         | McLaren-Mercedes             | 44   | 1:25:22,601  | 2       | 1         | 25     |
| 2           | 4  | Lando Norris          | McLaren-Mercedes             | 44   | +3,415       | 1       | 1         | 18     |
| 3           | 16 | Charles Leclerc       | Ferrari                      | 44   | +20,185      | 3       | Bez zmian | 15     |
| 4           | 1  | Max Verstappen        | Red Bull Racing-Honda RBPT   | 44   | +21,731      | 4       | Bez zmian | 12     |
| 5           | 63 | George Russell        | Mercedes                     | 44   | +34,863      | 6       | 1         | 10     |
| 6           | 23 | Alexander Albon       | Williams-Mercedes            | 44   | +39,926      | 5       | 1         | 8      |
| 7           | 44 | Lewis Hamilton        | Ferrari                      | 44   | +40,679      | PL      | 11        | 6      |
| 8           | 30 | Liam Lawson           | Racing Bulls-Honda RBPT      | 44   | +52,033      | 9       | 1         | 4      |
| 9           | 5  | Gabriel Bortoleto     | Kick Sauber-Ferrari          | 44   | +56,434      | 10      | 1         | 2      |
| 10          | 10 | Pierre Gasly          | Alpine-Renault               | 44   | +72,714      | 13      | 3         | 1      |
| 11          | 87 | Oliver Bearman        | Haas-Ferrari                 | 44   | +73,145      | 12      | 1         |        |
| 12          | 27 | Nico Hülkenberg       | Kick Sauber-Ferrari          | 44   | +73,628      | 14      | 2         |        |
| 13          | 22 | Yūki Tsunoda          | Red Bull Racing-Honda RBPT   | 44   | +75,395      | 7       | 6         |        |
| 14          | 18 | Lance Stroll          | Aston Martin Aramco-Mercedes | 44   | +79,831      | 16      | 2         |        |
| 15          | 31 | Esteban Ocon          | Haas-Ferrari                 | 44   | +86,063      | 11      | 4         |        |
| 16          | 12 | Andrea Kimi Antonelli | Mercedes                     | 44   | +86,721      | PL      | 3         |        |
| 17          | 14 | Fernando Alonso       | Aston Martin Aramco-Mercedes | 44   | +87,924      | PL      | 3         |        |
| 18          | 55 | Carlos Sainz Jr.      | Williams-Mercedes            | 44   | +92,024      | PL      | 1         |        |
| 19          | 43 | Franco Colapinto      | Alpine-Renault               | 44   | +95,250      | 15      | 4         |        |
| 20          | 6  | Isack Hadjar          | Racing Bulls-Honda RBPT      | 43   | +1 okrążenie | 8       | 12        |        |
| Źródło: FIA |    |                       |                              |      |              |         |           |        |

### Najszybsze okrążenie
| Nr          | Kierowca              | Konstruktor | Czas     | Okr. |
| ----------- | --------------------- | ----------- | -------- | ---- |
| 12          | Andrea Kimi Antonelli | Mercedes    | 1:44,861 | 32   |
| Źródło: FIA |                       |             |          |      |

### Prowadzenie w wyścigu
| Nr                              | Kierowca      | Konstruktor      | Okrążenia   | Suma |
| ------------------------------- | ------------- | ---------------- | ----------- | ---- |
| 4                               | Lando Norris  | McLaren-Mercedes | 1–4, 12–13  | 6    |
| 81                              | Oscar Piastri | McLaren-Mercedes | 5–11, 14–44 | 38   |
| \| Wykres \| \| ------ \| \| \| |               |                  |             |      |
| Źródło: FIA                     |               |                  |             |      |
| Wykres                          |               |                  |             |      |
|                                 |               |                  |             |      |

## Klasyfikacja po wyścigu

### Kierowcy
| P           | +/–       | Kierowca              | Zgł. | Punkty | P1 | P2 | P3 | PP | NO | NS | NU | NW | DK |
| ----------- | --------- | --------------------- | ---- | ------ | -- | -- | -- | -- | -- | -- | -- | -- | -- |
| 1           | Bez zmian | Oscar Piastri         | 13   | 266    | 6  | 2  | 3  | 4  | 4  | –  | –  | –  | –  |
| 2           | Bez zmian | Lando Norris          | 13   | 250    | 4  | 6  | 1  | 4  | 5  | –  | 1  | –  | –  |
| 3           | Bez zmian | Max Verstappen        | 13   | 185    | 2  | 3  | –  | 4  | 1  | 1  | 1  | –  | –  |
| 4           | Bez zmian | George Russell        | 13   | 157    | 1  | 1  | 3  | 1  | 1  | –  | –  | –  | –  |
| 5           | Bez zmian | Charles Leclerc       | 13   | 139    | –  | 1  | 4  | –  | –  | 1  | –  | –  | 1  |
| 6           | Bez zmian | Lewis Hamilton        | 13   | 109    | –  | –  | –  | –  | –  | 1  | –  | –  | 1  |
| 7           | Bez zmian | Andrea Kimi Antonelli | 13   | 63     | –  | –  | 1  | –  | 2  | 4  | 4  | –  | –  |
| 8           | Bez zmian | Alexander Albon       | 13   | 54     | –  | –  | –  | –  | –  | 3  | 3  | –  | –  |
| 9           | Bez zmian | Nico Hülkenberg       | 13   | 37     | –  | –  | 1  | –  | –  | 1  | –  | –  | 1  |
| 10          | Bez zmian | Esteban Ocon          | 13   | 27     | –  | –  | –  | –  | –  | 1  | 1  | –  | –  |
| 11          | Bez zmian | Isack Hadjar          | 13   | 22     | –  | –  | –  | –  | –  | 2  | 1  | 1  | –  |
| 12          | 1         | Pierre Gasly          | 13   | 20     | –  | –  | –  | –  | –  | 3  | 2  | –  | 1  |
| 13          | 1         | Lance Stroll          | 12   | 20     | –  | –  | –  | –  | –  | –  | –  | –  | –  |
| 14          | 2         | Liam Lawson           | 13   | 16     | –  | –  | –  | –  | –  | 4  | 4  | –  | –  |
| 15          | 1         | Fernando Alonso       | 13   | 16     | –  | –  | –  | –  | –  | 3  | 3  | –  | –  |
| 16          | 1         | Carlos Sainz Jr.      | 13   | 16     | –  | –  | –  | –  | –  | 3  | 2  | 1  | –  |
| 17          | Bez zmian | Yūki Tsunoda          | 13   | 10     | –  | –  | –  | –  | –  | 1  | 1  | –  | –  |
| 18          | Bez zmian | Oliver Bearman        | 13   | 8      | –  | –  | –  | –  | –  | 1  | 1  | –  | –  |
| 19          | Bez zmian | Gabriel Bortoleto     | 13   | 6      | –  | –  | –  | –  | –  | 3  | 3  | –  | –  |
| 20          | Bez zmian | Franco Colapinto      | 7    | 0      | –  | –  | –  | –  | –  | 1  | –  | 1  | –  |
| 21          | Bez zmian | Jack Doohan           | 6    | 0      | –  | –  | –  | –  | –  | 2  | 2  | –  | –  |
| Źródło: FIA |           |                       |      |        |    |    |    |    |    |    |    |    |    |

### Konstruktorzy
| P           | +/–       | Konstruktor                  | Zgł. | Punkty | P1 | P2 | P3 | PP | NO | NS | NU | NW | DK |
| ----------- | --------- | ---------------------------- | ---- | ------ | -- | -- | -- | -- | -- | -- | -- | -- | -- |
| 1           | Bez zmian | McLaren-Mercedes             | 26   | 516    | 10 | 8  | 4  | 8  | 9  | –  | 1  | –  | –  |
| 2           | Bez zmian | Ferrari                      | 26   | 248    | –  | 1  | 4  | –  | –  | 2  | –  | –  | 2  |
| 3           | Bez zmian | Mercedes                     | 26   | 220    | 1  | 1  | 4  | 1  | 3  | 4  | 4  | –  | –  |
| 4           | Bez zmian | Red Bull Racing-Honda RBPT   | 26   | 192    | 2  | 3  | –  | 4  | 1  | 3  | 3  | –  | –  |
| 5           | Bez zmian | Williams-Mercedes            | 26   | 70     | –  | –  | –  | –  | –  | 6  | 5  | 1  | –  |
| 6           | Bez zmian | Kick Sauber-Ferrari          | 26   | 43     | –  | –  | 1  | –  | –  | 4  | 3  | –  | 1  |
| 7           | Bez zmian | Racing Bulls-Honda RBPT      | 26   | 41     | –  | –  | –  | –  | –  | 5  | 4  | 1  | –  |
| 8           | Bez zmian | Aston Martin Aramco-Mercedes | 25   | 36     | –  | –  | –  | –  | –  | 3  | 3  | –  | –  |
| 9           | Bez zmian | Haas-Ferrari                 | 26   | 35     | –  | –  | –  | –  | –  | 2  | 2  | –  | –  |
| 10          | Bez zmian | Alpine-Renault               | 26   | 20     | –  | –  | –  | –  | –  | 6  | 4  | 1  | 1  |
| Źródło: FIA |           |                              |      |        |    |    |    |    |    |    |    |    |    |